# أشرف علي التهانوي
أشرف على التَّهَانَوي (1280 - 1362 هـ / 1863 - 1943 م) هو عالم ديوبندي وفقيه حنفي ، من أهل الهند.
هو أشرف علي بن عبد الحق التهانويّ المعروف في شبه القارة الهندية بحكيم الأمة. ولد في بلدة تهانه بهون في مديرية مظفر نكر بولاية أترا براديش. وتخرج من الجامعة الإسلامية دار العلوم ديوبند عام 1299 هـ / 1882 م. وتوفي بتهانه بهون.
يبلغ عدد مؤلفاته نحو ثمانمائة، منها نحو اثني عشر كتابًا بالعربية.